# Топографија
Топографија је научна дисциплина која се бави проучавањем облика и карактеристика површине Земље и других видљивих небеских тела, укључујући планете, месечеве и астероиде. Топографија подручја може се односити на облике и карактеристике површине, али и на опис истог (нарочито његовом опису на картама).
Ово поље геонауке и планетарне науке се бави локалним детаљима уопште, укључујући не само рељеф, већ и природне и вештачке карактеристике, па чак и локалну историју и културу. Ово значење је мање уобичајено у Сједињеним Америчким Државама, где су топографске карте са котом контуре начиниле „топографију” синонимом за рељеф. Старији смисао топографије као проучавања места још увек има оптицај у Европи.
Топографија у ужем смислу подразумева снимање рељефа, тродимензионалног квалитета земљине површине и идентификацију специфичних облика рељефа. Ово је познато и као геоморфометрија. У савременој употреби то подразумева генерисање података о елевацији у дигиталном облику (ДЕМ). То се често сматра да обухвата графички приказ облика рељефа на карти разним техникама, укључујући изолиније, хипсометријске нијансе и сенчење рељефа.